# خاتم الأولياء
أبو عبد الله محمد بن علي بن الحسين الترمذي الملقب بـ الحكيم الترمذي
خاتم الأولياء هو عمل للحكيم الترمذي (توفي عام 898). تم تأليفه حوالي 873. توسع بن عربي فيما بعد في فكرة الكتاب.

## موضوع الكتاب
يوضح ابن عربي في كتابه الفتوحات المكية، أن جميع الأنبياء من روح محمد نبي الإسلام.
يرى بن عربي أن الأنبياء والأولياء هم تجليات لروح محمد صلى الله عليه وسلم، وهو نقطة البداية والنهاية للتسلسل الهرمي الروحي بأكمله. أول ظهور لروح محمد كانت الرجل الأول، آدم. وكان الأخير والأكثر كمالًا هو محمد نفسه.

### مسارا النقل الروحي
يوجد في الفرع الصوفي للإسلام، خطان رئيسيان للانتقال الروحاني:
1. الأربعون طريقة، التي تتبع خط انتقالهم الروحي من خلال علي بن أبي طالب إلى النبي محمد. يقال إن خاتم القديسين من خط الأربعين طريقا هو ابن عربي نفسه.[4]
2. سلسلة الإرسال التي تمر بأبي بكر إلى محمد. وخاتم أولياء سلالة أبو بكر هو عبد الله الداغستاني. هذه هي الطريقة النقشبندية.[5]

يوضح بن عربي، في كتابه عنقاء مغرب في معرفة ختم الأولياء وشمس المغرب، أن اسم خاتم الأولياء هو عبد الله، وهو عجمي محتقر. يصف بن عربي كتاب خاتم الأولياء بالتفصيل مستخدمًا لغة رمزية صعبة بشكل ملحوظ.
وبالمثل، أوضح شرف الدين الداغستاني ومولانا الشيخ ناظم وعدنان قباني أن خاتم الأولياء أو الطريقة النقشبندية هو عبد الله الداغستاني.
ينقسم الكتاب لتسعة وعشرين فصلا دون احتساب المقدمة وهي كالتالي:
1. مقدمة المصنف
2. ولي حق الله
3. دعوة الحق وإجابة العبد
4. ولي حق الله وولي الله
5. المسائل الروحانية
6. علم الأولياء وعلم الأنبياء
7. ولي الله
8. خصال الولاية العشر
9. خاتم الأنبياء وخاتم الأولياء
10. النبوة والولاية
11. علامات الأولياء
12. إلقاء الشيطان ونسخ الرحمن
13. أهل القربة
14. خاتم الأولياء
15. البشرى
16. الكتاب والروح
17. تفكير عامة المؤمنين وتفكير خاصة الأولياء
18. عقد الولاية وعقد النبوة
19. منكروا أحوال الأولياء
20. الولاية والسعادة والمحبة
21. الولي والخطيئة
22. الولي والأسرار الإلهية
23. المهتدي والمجتبي
24. المدة والجذبة
25. المجذوب
26. خاتم الأولياء
27. أولياء الزور
28. دولة الخـير ودولة الشر
29. أهل الدين
30. الأعمال والدرجات

## فهرس
- ميشيل شودكيفتش (مؤلف). ليادان شيرارد (مترجم). خاتم القديسين. النبوة والقداسة في مذهب ابن عربي. جمعية النصوص الإسلامية. 1993.
- جيرالد تي إلمور. القداسة الإسلامية في ملء الزمان: كتاب ابن العربي عن الجريفون الرائع . كونينكليكي بريل، هولندا، 1998.(ردمك 90-04-10991-9) (الفصل السادس. خاتم القديسين. ) كتب جوجل
- عفيفي، الفلسفة الصوفية لمحيد الدين بن العربي. مطبعة جامعة كامبريدج، 1939. كتب جوجل
- التصوف والطاوية توشيهيكو إيزوتسو: دراسة مقارنة للمفاهيم الفلسفية الرئيسية. مطبعة جامعة كاليفورنيا، 1984 كتب جوجل

## روابط خارجية
- خاتم القديسين: أبو بكر لنا الصديق الخط: الشيخ عبد الله فايز الداغستاني
- مقتطفات من حكمة الأنبياء لابن عربي
- دار سر "العريس اللامع في خفاء وختم أبو العباس التيجاني العنقاء"
- كتاب ابن العربي في الجريفون الرائع (أنقا مغرب)
- مراجعة لختم تشودكيويتز للقديسين بقلم جيمس موريس